# 440

440(사백사십)은 439보다 크고 441보다 작은 자연수다.

## 수학
- 합성수로, 그 약수는 총 16개다. (1, 2, 4, 5, 8, 10, 11, 20, 22, 40, 44, 55, 88, 110, 220, 440)
  - 440의 진약수의 합은 640이므로, 440은 과잉수다.
- 59 이하의 모든 소수(素數)[a]의 합이다.
- {\displaystyle 440=20\times 22}
  - 연속하는 두 짝수의 곱으로 나타낼 수 있으며, 이 성질을 지닌 앞의 수는 360, 다음 수는 528이다.
- {\displaystyle 440=10^{2}+12^{2}+14^{2}}
  - 연속하는 세 짝수의 제곱합으로 나타낼 수 있으며, 이 성질을 지닌 앞의 수는 308, 다음 수는 596이다.
- {\displaystyle 440=2^{3}+3^{3}+4^{3}+5^{3}+6^{3}}
  - 연속하는 자연수 5개의 세제곱합으로 나타낼 수 있으며, 이 성질을 지닌 앞의 수는 225, 다음 수는 775다.
- {\displaystyle 23^{4}-1}은 440으로 나누어떨어진다.

## 과학·기술
- 국제적으로 라(A)를 440Hz로 약속한다.
- NGC 440(영어판): 큰부리새자리 방향에 있는 나선은하.

## 교통

### 철도
- 수도권 전철 4호선 인덕원역의 역번호.

### 도로
- 일본 440번 국도(일본어판): 에히메현 마쓰야마시에서 고치현 다카오카군 유스하라정까지 이어지는 일본의 국도.
- 현도 제440호선

## 군사
- U-440(영어판, 독일어판): 제2차 세계 대전에 사용된 나치 독일의 군용 잠수함.

## 문화유산
- 대한민국의 보물 제440호: 통영 충렬사 팔사품 일괄
- 대한민국의 사적 제440호: 서울 초안산 분묘군

## 방송
- KT HCN의 영어 국제 방송인 아리랑TV 채널 번호.

## 기타
- 연도: 440년, 기원전 440년
- 440년대
- 한국십진분류법에서 천문학에 관한 책들이 분류되는 번호.